# Orosei
Orosei település Olaszországban, Szardínia régióban, Nuoro megyében. Lakosainak száma 6809 fő (2023. január 1.). Orosei Dorgali, Galtellì, Siniscola és Onifai községekkel határos.

## Népesség
A település lakossága az elmúlt években az alábbi módon változott:
| Lakosok száma | 7025 | 7049 | 6809 |
|               | 2017 | 2018 | 2023 |